# Grodziec Mały
Grodziec Mały (niem. Klein Gräditz) – wieś w Polsce położona w województwie dolnośląskim, w powiecie głogowskim, w gminie Głogów.

## Podział administracyjny
W latach 1954–1959 wieś należała i była siedzibą władz gromady Grodziec Mały, po jej zniesieniu w gromadzie Bogomice. W latach 1975–1998 miejscowość położona była w województwie legnickim.

## Zabytki
We wsi znajduje się salowy, murowany z czerwonej cegły poewangelicki kościół pw. św. Ducha z roku 1900. Zegar na kwadratowej wieży kościoła był przez kilkadziesiąt lat zepsuty i uruchomiony został dopiero w roku 2002. Podstawa stojącego obok kościoła krzyża pochodzi z dawnego pomnika poświęconego niemieckim żołnierzom pochodzącym z Grodźca poległym na frontach I wojny światowej.

## Nazwa
W latach 1937–1945 wieś nosiła hitlerowską nazwę Niederfeld.